# Плакучая горная танагра
Плакучая горная танагра (лат. Anisognathus lacrymosus) — вид птиц из семейства танагровых. Птицы обитают в тропических и субтропических горных влажных лесах, на высоте от 1600 до 3200 метров над уровнем моря . Длина тела около 18,5 см, масса около 28 грамм.
В виде выделяют девять подвидов.
- Anisognathus lacrymosus pallididorsalis — в горах Сьерра-де-Периха на границе между северной Колумбии и западной Венесуэлой;
- Anisognathus lacrymosus melanops — в Андах западной Венесуэлы — в штатах Трухильо, Мерида и северном Тачира;
- Anisognathus lacrymosus tamae — в Андах западной Венесуэлы (юг Тачира) и соседних восточных Андах Колумбии — в департаментах Норте-де-Сантандер и Бояка;
- Anisognathus lacrymosus olivaceiceps — в Колумбии в северном начале западных Анд в департаменте Антьокия и в центральных Андах южнее от Киндио и Толима;
- Anisognathus lacrymosus yariguierum — в Колумбии на западных склонах восточных Анд в департаменте Сантандер в национальном парке Яригиес[англ.];
- Anisognathus lacrymosus intensus — в юго-западной Колумбии на восточных склонах западных Анд в департаментах Валье и Каука;
- Anisognathus lacrymosus palpebrosus — в южной Колумбии на склонах в южном Куака и Нариньо и на восточных склонах в Эквадоре — к югу до провинции Морона-Сантьяго;
- Anisognathus lacrymosus caerulescens — на восточных склонах Анд в Эквадоре в провинции Лоха и на севере Перу южнее до регионов Кахамарка и серного Амасонас;
- Anisognathus lacrymosus lacrymosus — на восточных склонах в Перу от Амазонас южнее до Хунина, Аякучо и севера Куско.